# Vestens Vovehals
Vestens Vovehals (originaltitel Don Dare Devil) er en amerikansk stumfilm fra 1925 instrueret af Clifford Smith.

## Medvirkende
- Jack Hoxie som Jack Bannister
- Cathleen Calhoun som Ynez Remado
- Duke R. Lee som Bud Latham
- William Welsh som José Remado
- Thomas G. Lingham som Felipe Berengo
- Evelyn Sherman som Señora Berengo
- William Steele som Benito Menocal
- Cesare Gravina som Esteban Salazar